# Odon de Mendousse
Pour les articles homonymes, voir Mendousse.
Odon de Mendousse est un ecclésiastique béarnais promu au rang d'évêque de Lescar en 1362. Après avoir assassiné son propre fils, le vicomte de Béarn Gaston Fébus chasse Odon, son précepteur, de ses États. En exil de l'été 1380 à 1391, Odon de Mendousse joue un rôle décisif dans la cristallisation de l'identité béarnaise et pour le maintien des États béarnais dans le giron de Benoît XIII, jusqu'à sa mort en 1402.

## Biographie
De rang seigneurial, Odon de Mendousse occupe dès 1348 une prébende canoniale à Aire-sur-l'Adour. Dans la décennie 1370, il apparait au détour des archives de la pratique comme un intermédiaire privilégié entre la noblesse locale et l'administration vicomtale. En exil, il reçoit des dons réguliers de Charles II de Navarre. Sitôt retourné en Béarn, au décès de Gaston Fébus, il prend la tête, de concert avec l'évêque d'Oloron, d'une nouvelle assemblée représentative, les États du Béarn, censée défendre les intérêts de la communauté vicomtale face à son chef. Lors de la crise de succession de la principauté pyrénéenne qui s'ouvre en 1398, Odon de Mendousse obtient du challenger Archambaud de Grailly, captal de Buch jusqu'ici affilié au roi d'Angleterre et au pape de Rome, qu'il adhère à Benoît XIII et maintienne la vicomté dans son giron… Au même moment les officiers du royaume de France commencent à claironner la promulgation de la soustraction d'obédience : mais c'est désormais acquis, le Béarn est souverain.